# Chlorzoxazone
La chlorzoxazone, vendue entre autres sous les noms de marque Lorzone.

## Usage médical
Est un relaxant musculaire utilisé pour traiter les douleurs lombaires et les spasmes musculaires . Les avantages sont modérés. Elle n'est pas utile pour les problèmes neurologiques tels que la paralysie cérébrale . Il est pris par voie orale. Les effets commencent dans l'heure et durent jusqu'à 4 heures.

## Effets secondaires
Les effets secondaires les plus courants sont les étourdissements, la somnolence, les maux de tête et les tremblements, d'autres effets secondaires peuvent inclure des problèmes hépatiques et un œdème de Quincke ,. La sécurité pendant la grossesse n'est pas claire. Il agit au niveau de la moelle épinière et du cerveau .

## Histoire
L'utilisation médicale de la chlorzoxazone a été approuvée aux États-Unis en 1958 . Elle est disponible en tant que médicament générique . Aux États-Unis, 60 comprimés de 500 mg coûtent environ 18 USD en 2022. Depuis 2017, il reste largement utilisé.